# Votations fédérales de 2022 en Suisse
Onze votations fédérales sont organisées en Suisse les 13 février, 15 mai et 25 septembre 2022,.

## Février

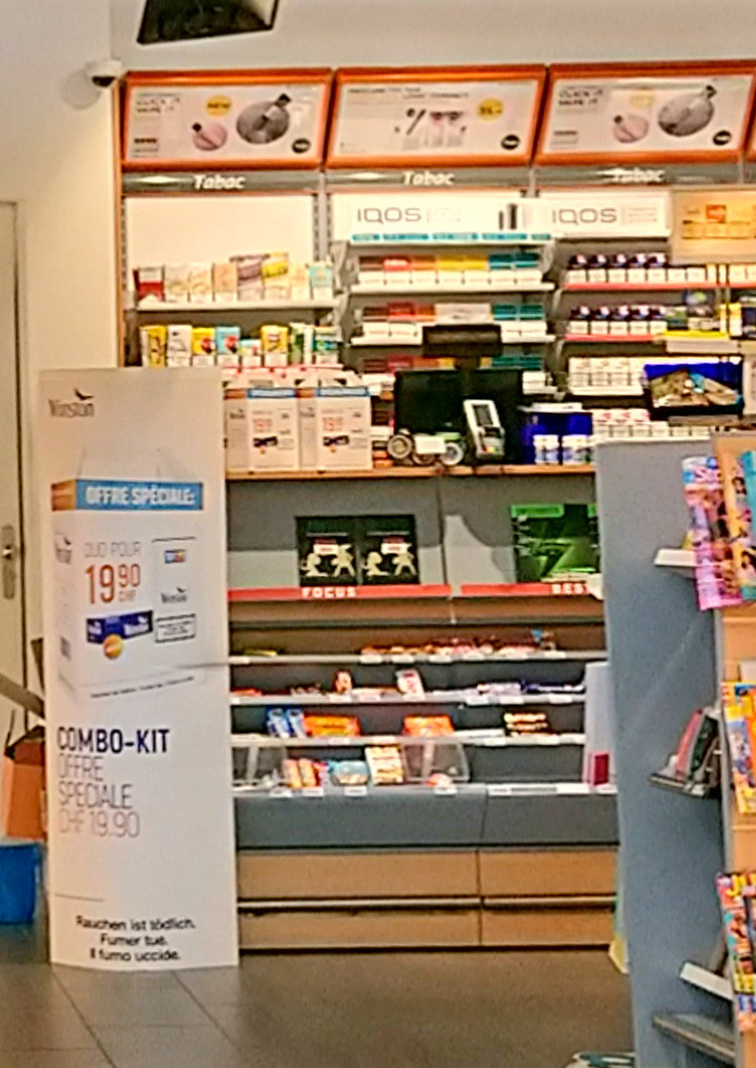
Exemple de publicités pour le tabac (dans un kiosque) visée par l'initiative « enfants sans tabac ».

Quatre objets sont soumis à la votation populaire du 13 février 2022, :
1. Initiative populaire du 18 mars 2019 « Oui à l'interdiction de l'expérimentation animale et humaine – oui aux approches de recherche qui favorisent la sécurité et le progrès » ;
2. Initiative populaire du 12 septembre 2019 « Oui à la protection des enfants et des jeunes contre la publicité pour le tabac (enfants et jeunes sans publicité pour le tabac) » ;
3. Modification du 18 juin 2021 de la loi fédérale sur les droits de timbre ;
4. Loi fédérale du 18 juin 2021 sur un train de mesures en faveur des médias.

### Résultats
| Question                                                               | Pour      | Pour  | Contre    | Contre | Blancs | Nuls  | Total     | Inscrits  | Partici- pation | Cantons pour | Cantons pour | Cantons contre | Cantons contre |
| Question                                                               | Votes     | %     | Votes     | %      | Blancs | Nuls  | Total     | Inscrits  | Partici- pation | Entiers      | Demi         | Entiers        | Demi           |
| ---------------------------------------------------------------------- | --------- | ----- | --------- | ------ | ------ | ----- | --------- | --------- | --------------- | ------------ | ------------ | -------------- | -------------- |
| Interdiction de l'expérimentation animale et humaine                   | 499 485   | 20,86 | 1 895 061 | 79,14  | 42 339 | 8 485 | 2 445 370 | 5 532 520 | 44,20           | 0            | 0            | 20             | 6              |
| Protection des enfants et des jeunes contre la publicité pour le tabac | 1 371 177 | 56,65 | 1 049 107 | 43,35  | 19 498 | 7 870 | 2 447 652 | 5 532 520 | 44,24           | 14           | 2            | 6              | 4              |
| Droits de timbre                                                       | 883 251   | 37,37 | 1 480 165 | 62,63  | 63 067 | 9 385 | 2 435 868 | 5 532 520 | 44,03           |              |              |                |                |
| Loi sur les médias                                                     | 1 084 802 | 45,42 | 1 303 644 | 54,58  | 45 226 | 8 545 | 2 442 217 | 5 532 520 | 44,14           |              |              |                |                |

## Mai
Trois objets sont soumis à la votation populaire du 15 mai 2022 :
1. Modification du 1er octobre 2021 de la loi fédérale sur la culture et la production cinématographiques (Loi sur le cinéma, LCin ou Lex Netflix) ;
2. Modification du 1er octobre 2021 de la loi fédérale sur la transplantation d'organes, de tissus et de cellules (Loi sur la transplantation) ;
3. Arrêté fédéral du 1er octobre 2021 portant approbation et mise en œuvre de l'échange de notes entre la Suisse et l'Union européenne concernant la reprise du règlement (UE) 2019/1896 relatif au corps européen de garde-frontières et de garde-côtes et abrogeant les règlements (UE) no 1052/2013 et (UE) 2016/1624 (Développement de l'acquis de Schengen).

### Résultats
| Question                              | Pour      | Pour  | Contre  | Contre | Blancs | Nuls | Total | Inscrits | Partici- pation | Cantons pour | Cantons pour | Cantons contre | Cantons contre |
| Question                              | Votes     | %     | Votes   | %      | Blancs | Nuls | Total | Inscrits | Partici- pation | Entiers      | Demi         | Entiers        | Demi           |
| ------------------------------------- | --------- | ----- | ------- | ------ | ------ | ---- | ----- | -------- | --------------- | ------------ | ------------ | -------------- | -------------- |
| Loi sur le cinéma                     | 1 255 032 | 58,42 | 893 369 | 41,58  |        |      |       |          | 40,03           | 16           | 3            | 4              | 3              |
| Loi sur la transplantation            | 1 319 262 | 60,20 | 872 121 | 39,80  |        |      |       | 40,26    | 18              | 4            | 2            | 2              |                |
| Développement de l'acquis de Schengen | 1 523 003 | 71,48 | 607 667 | 28,52  |        |      |       | 39,98    | 20              | 6            | 0            | 0              |                |

## Septembre
Quatre objets sont soumis à la votation populaire du 25 septembre 2022 :
1. Initiative populaire du 17 septembre 2019 « Non à l’élevage intensif en Suisse (initiative sur l’élevage intensif) » ;
2. Arrêté fédéral du 17 décembre 2021 sur le financement additionnel de l’AVS par le biais d’un relèvement de la TVA ;
3. Modification du 17 décembre 2021 de la loi fédérale sur l’assurance-vieillesse et survivants (LAVS) (AVS 21) ;
4. Modification du 17 décembre 2021 de la loi fédérale sur l’impôt anticipé (LIA) (renforcement du marché des capitaux de tiers).

## Novembre
Aucun scrutin fédéral n'a lieu à la date prévue du 27 novembre, faute d'objets prêts à être soumis au peuple.